# Волошино (Калінінградська область)
Волошино (рос. Волошино, нім. Brasnicken) — селище Зеленоградського району, Калінінградської області Росії. Входить до складу Переславського сільського поселення.
Населення — 13 осіб (2015 рік).

## Населення
| 2002 | 2010 |
| ---- | ---- |
| 15   | ↘13  |